# 中国物联网研究发展中心
31°30′09″N 120°21′47″E / 31.50238°N 120.36292°E
中国物联网研究发展中心，是位于中华人民共和国江苏省无锡市新吴区的一个国家级研发中心。

## 沿革
2009年8月，中华人民共和国总理温家宝在视察中国科学院无锡物联网产业研究所时提出“感知中国”议题，随后物联网正式列入中国战略产业。同年11月12日，江苏省人民政府、中国科学院、无锡市人民政府签署了共建中国物联网研究发展中心协议，先期以江苏物联网研究发展中心和中国科学院物联网发展中心为运作载体，总部设在无锡，隶属于中国科学院，主要负责进行中国物联网的研发。